# مرموط هملايا
مرموط هملايا (الاسم العلمي:Marmota himalayana) (بالإنجليزية: Himalayan marmot)‏ هو نوع من الحيوانات يتبع جنس المرموط من فصيلة سنجابية.

## معلومات
- منصف نوعًا غير مهدد وفقاً للقائمة الحمراء للاتحاد الدولي لحفظ الطبيعة.
- يعيش في جبال الهملايا وهضبة التبت على ارتفاعات بين 3 آلاف متر و5.500 متر في شمال شرق باكستان وشمالي الهند ونيبال وبوتان والصين.

## صور

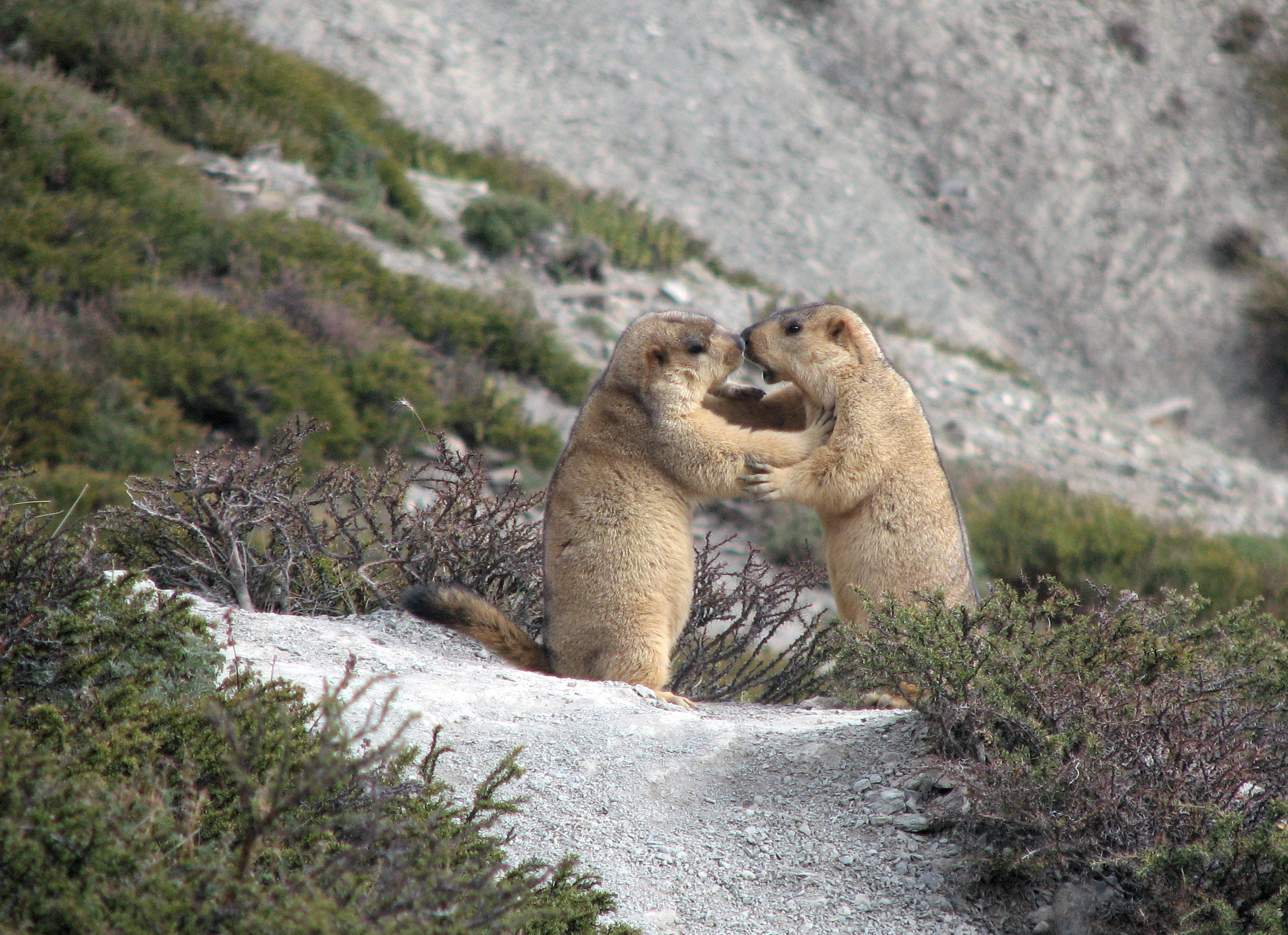
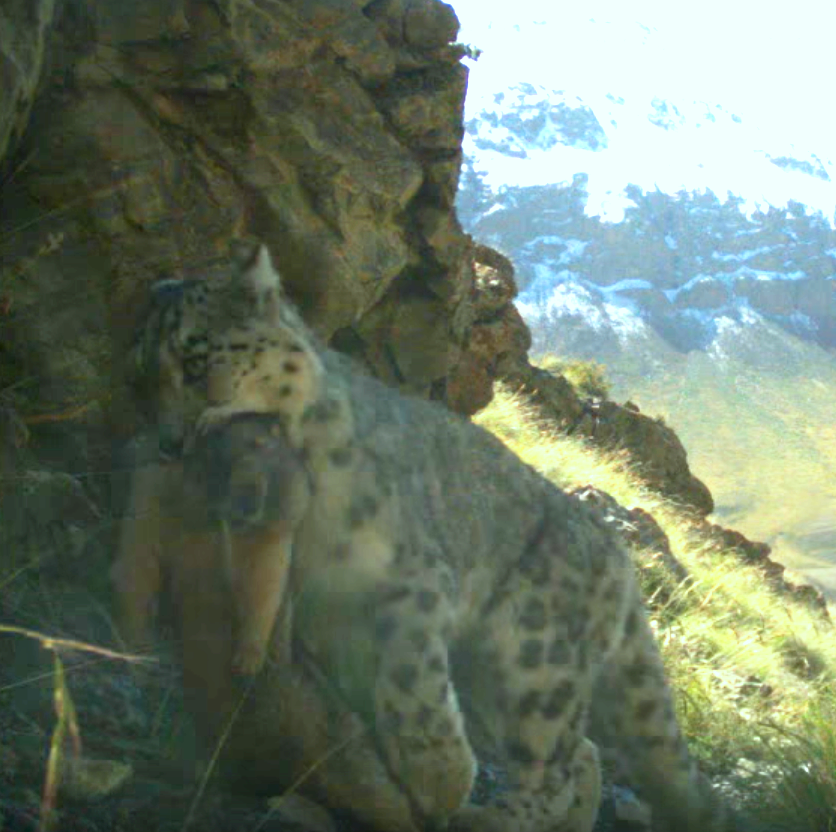
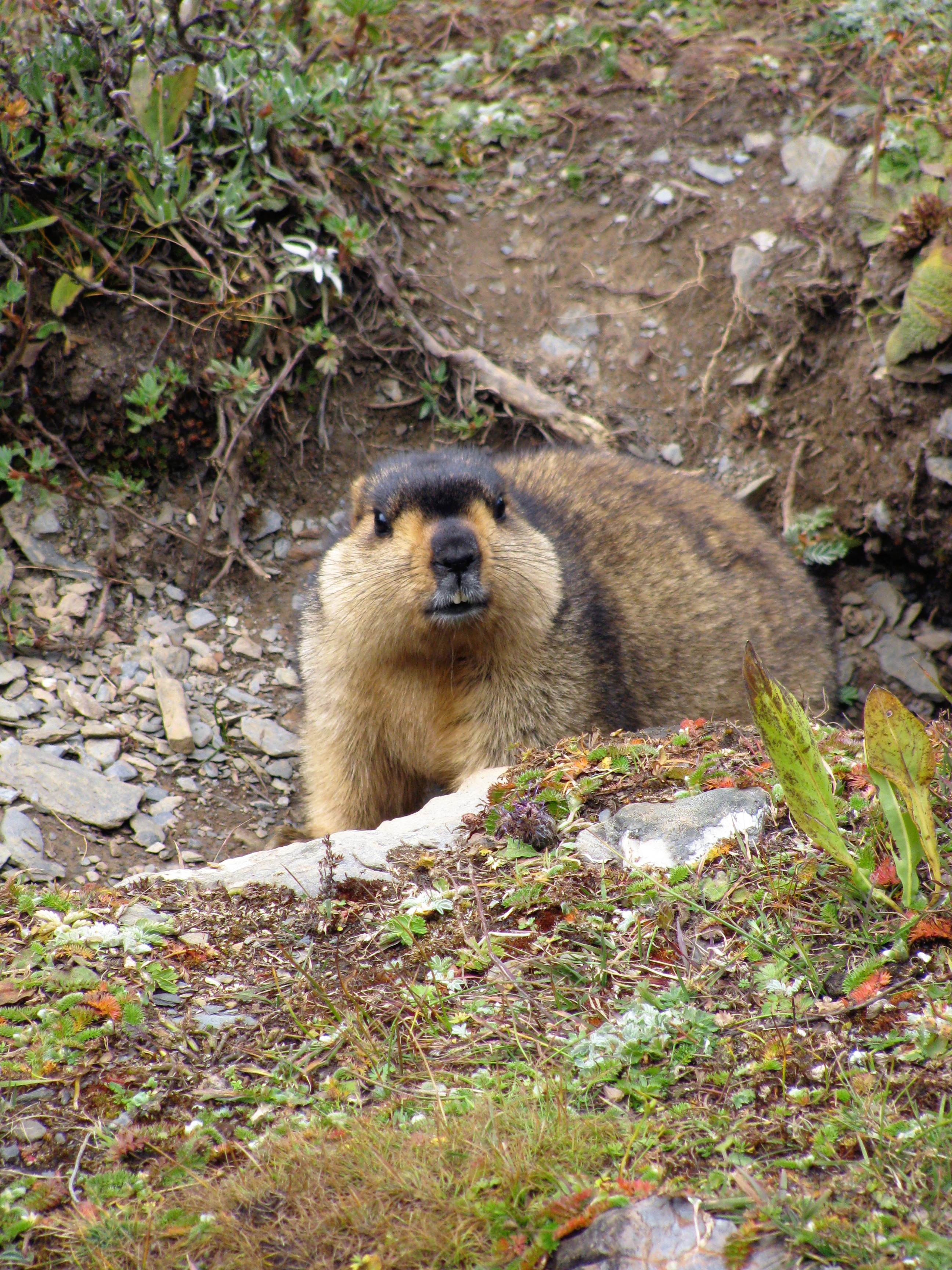
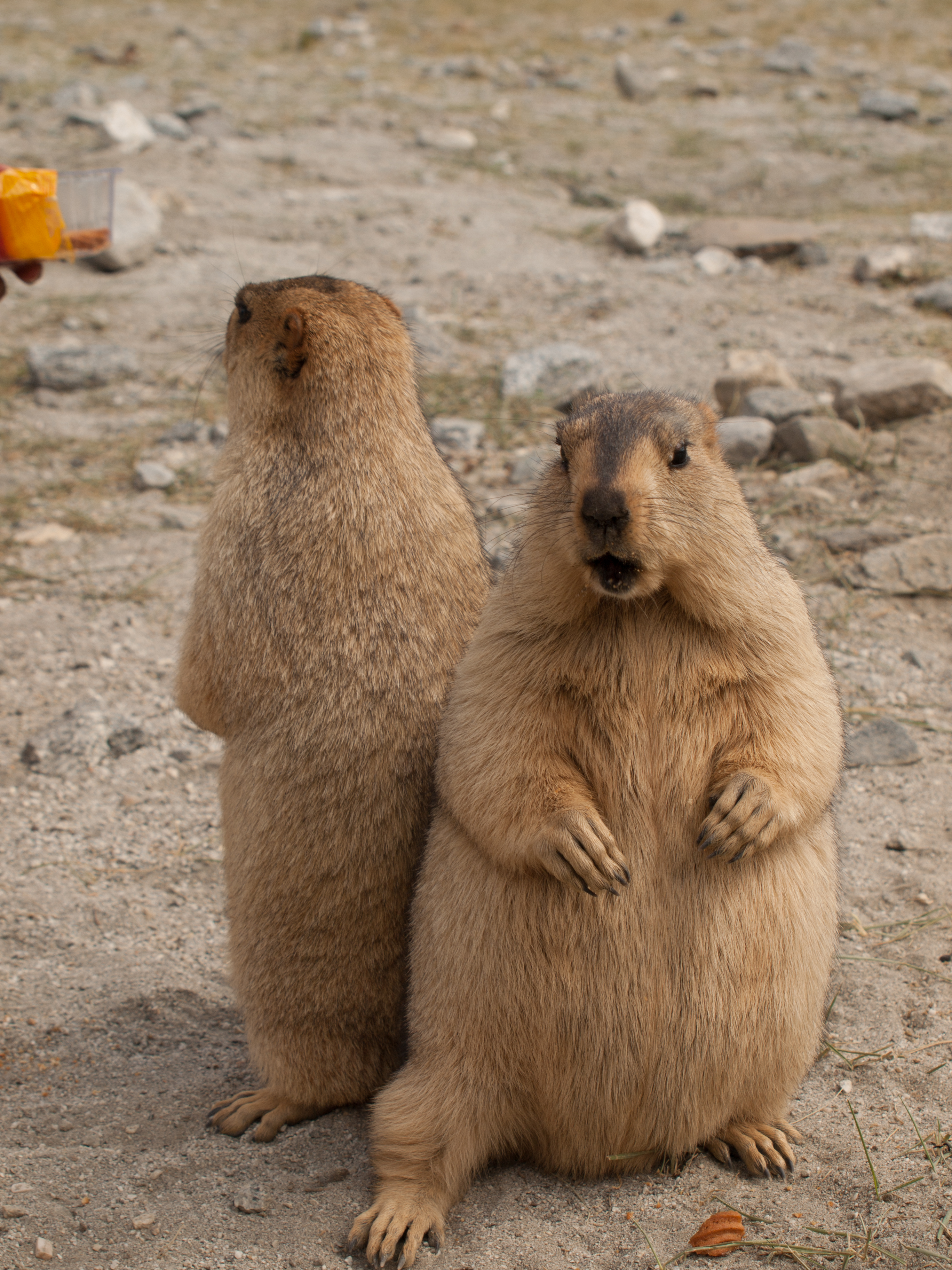